# Superliga de fútbol femenino 2001-02
La temporada 2001-02 fue la XIV edición de la Primera División Femenina de España y la primera con la denominación de Superliga. Hasta entonces la máxima categoría del fútbol femenino en España se denominaba División de Honor. Empezó el 23 de septiembre de 2001 y finalizó el 5 de mayo de 2002.
Se proclamó campeón el Levante Unión Deportiva por tercera vez en su historia. Al ser la primera edición de la Superliga  el Levante U. D. obtuvo el trofeo en propiedad. 

## Sistema de competición
Con la Superliga se volvió a la competición de grupo único. En esta primera edición la disputaron 11 equipos, que jugaron todos contra todos a doble partido (un partido en el campo de cada equipo), según un calendario previamente establecido por sorteo.
Los equipos puntúan en función de sus resultados: tres puntos por partido ganado, uno por el empate y ninguno por las derrotas. El club que sume más puntos al término del campeonato se proclamará campeón de liga y obtendrá una plaza para la siguiente edición de la Liga de Campeones de la UEFA. Asimismo, los ocho primeros clasificados disputarán la Copa de la Reina al término de la liga. Esta temporada no habrá descensos a Primera Nacional.

## Clasificación
| Pos. | Equipo                            | PJ | PG | PE | PP | GF  | GC | DG   | Pts. |
| ---- | --------------------------------- | -- | -- | -- | -- | --- | -- | ---- | ---- |
| 1.   | Levante U. D.                     | 20 | 19 | 0  | 1  | 116 | 12 | +104 | 57   |
| 2.   | C. F. F. Puebla                   | 20 | 17 | 0  | 3  | 69  | 26 | +43  | 51   |
| 3.   | R. C. D. Espanyol                 | 20 | 12 | 1  | 7  | 44  | 23 | +21  | 37   |
| 4.   | C. E. Sabadell F. C.              | 20 | 11 | 3  | 6  | 52  | 35 | +17  | 36   |
| 5.   | C. F. F. Estudiantes Huelva       | 20 | 10 | 2  | 8  | 53  | 49 | +4   | 32   |
| 6.   | C. D. Nuestra Señora de Belén     | 20 | 10 | 1  | 9  | 27  | 48 | -21  | 31   |
| 7.   | A. D. Torrejón C. F.              | 20 | 9  | 0  | 11 | 44  | 45 | -1   | 27   |
| 8.   | C. F. Pozuelo de Alarcón          | 20 | 5  | 4  | 11 | 39  | 49 | -10  | 19   |
| 9.   | C. D. Híspalis                    | 20 | 4  | 2  | 14 | 30  | 74 | -44  | 14   |
| 10.  | Oviedo Moderno C. F.              | 20 | 3  | 3  | 14 | 21  | 65 | -44  | 12   |
| 11.  | Peña Nuestra Señora de la Antigua | 20 | 1  | 2  | 17 | 14  | 83 | -69  | 5    |

Pts = Puntos; PJ = Partidos Jugados; G = Partidos Ganados; E = Partidos Empatados; P = Partidos Perdidos; GF = Goles Anotados; GC = Goles Recibidos; Dif = Diferencia de gol
|  | Clasificado para la Liga de Campeones de la UEFA y la Copa de la Reina |
|  | Clasificado para la Copa de la Reina                                   |

| Campeón Levante U. D. 3º título |